# Bilka, Burgas
Bilka (în bulgară Билка) este un sat în comuna Ruen, regiunea Burgas,  Bulgaria. 

## Demografie
Componența etnică a satului Bilka
     Turci (94,85%)
     Nicio identificare (4,48%)
     Altele (0,66%)
La recensământul din 2011, populația satului Bilka era de 602 locuitori. Din punct de vedere etnic, majoritatea locuitorilor (94,85%) erau turci. Pentru 4,48% din locuitori nu este cunoscută apartenența etnică.